# Лаврский, Валериан Викторович
Валериан Викторович Лаврский (30 мая (11 июня) 1835, Нижний Новгород — 1918 [не ранее 8 сентября], Самара) — религиозный публицист. Старший брат этнографа А. В. Потаниной и публициста К. В. Лаврского.

## Биография
Родился в Нижнем Новгороде 30 мая (11 июня) 1835 года. Его отец, Виктор Николаевич, получил фамилию при зачислении в духовное училище, ректор которого решил: «Ну, будь ты Лаврский; поедешь в Лавру учиться» (а родители его, священник Николай Васильевич и его супруга, Елена Григорьевна, имели фамилию Фиалковские). В их семье было 5 сыновей и три дочери. Первая из дочерей, Капитолина, рано овдовев, смогла воспитать и выучить своих трёх сыновей, один из которых — епископ Алексий (Соболев). Виктор Николаевич Лаврский — протоиерей нижегородской мироносицкой церкви — умер 17 июля 1861 года и был похоронен на московском даниловском кладбище.
Учился в нижегородской духовной семинарии (1848—1854) вместе с Н. А. Добролюбовым, который 24 января 1853 года записал в своём дневнике: «…степенью моего уважения и расположения к этому человеку я измеряю мои нравственные и умственные успехи. <…> Не сойдись бы я с ним, — я уверен, что моё развитие пошло бы совершенно иначе».
В 1854—1858 годах учился в Казанской духовной академии, которую окончил 4-м магистром VII курса. Был одним из лучших учеников и друзей архимандрита Феодора (Бухарева), — по словам историка П. В. Знаменского, «лучше всех других его понимавшим». Впоследствии опубликовал воспоминания о А. М. Бухареве, его статьи «О романе Достоевского „Преступление и наказание“ по отношению к делу мысли и науки в России», «О Филарете, митрополите Московском, как плодотворном двигателе развития православно-русской мысли» и книгу «Господь Иисус Христос в Своем Слове» (под цензурным названием «Глас Доброго Пастыря»).
В 1858—1860 годах в Самарской духовной семинарии преподавал логику, психологию, патристику, латинский язык; а с 1860 года, после утверждения магистром богословия — уже в Нижегородской духовной семинарии, — преподавал логику, психологию, физику и математику. В 1861 году, после смерти отца — протоиерея В. Н. Лаврского, с целью сохранения церковного места за семьёй он решил принять священнический сан. В 1862 году женился на Александре Ивановне Дубровиной (1830—1883) и 2 февраля епископом Нектарием был рукоположен во священника нижегородской Знаменской церкви и до 1865 года служил в Нижнем Новгороде. Затем, в 1866—1873 годах, продолжил службу в Варшаве — при квартире наместника Царства Польского был священником при бывшем королевском замке в Варшаве; с 1873 года он — законоучитель 1-й варшавской гимназии. С 1875 года в сане протоиерея В. В. Лаврский — ректор Саратовской духовной семинарии и редактор «Епархиальных ведомостей». С 1885 года он кафедральный протоиерей; в 1887 году исполнял должность ректора Самарской духовной семинарии.
Активно интересовался кантианской и русской религиозной философией. Полемизировал с Г. Н. Потаниным по вопросам этимологических рядов, с позитивистом В. В. Лесевичем и богословом М. М. Тареевым — по вопросам веры. Как ученик А. М. Бухарева, он привлёк к себе внимание философов В. В. Розанова, П. А. Флоренского, Г. В. Флоровского.
Сын, Аркадий Валерианович Лаврский (1863—1944) — геолог, профессор Томского технологического (индустриального) института.

### Публикации
- Поучения городского священника (1862—1902). — Самара: Изд. Самарскаго Алексеевскаго братства, 1901 (Тип. Сам. Дух. Консистории (Н. А. Жданова)). — 715, VII с.
- Явление воскресшего Христа во уверение Своего Воскресения. (По поводу статьи проф. Тареева «О Христовом Воскресении»). — СПб., 1904;
- Исповедь священника пред мирянами. — Киев: тип. 1 Киев. артели печ. дела, 1916. — 47 с. (под псевдонимом Пр-ий С-н);
- Мои воспоминания об архимандрите Феодоре (А. М. Бухареве) // Архимандрит Феодор (А. М. Бухарев): pro et contra. Личность и творчество архимандрита Феодора (Бухарева) в оценке русских мыслителей и исследователей. — СПб., 1997. — С. 139—286;
- Заметки к биографии А. В. Потаниной // «Волга». — 1990. — № 12. — С. 146—153.

### Архив
- Архив В. В. Лаврского: в 4 т. // Научная библ-ка Томск. гос. ун-та. Отдел редких книг и рукописей.